# Maria Jepsen

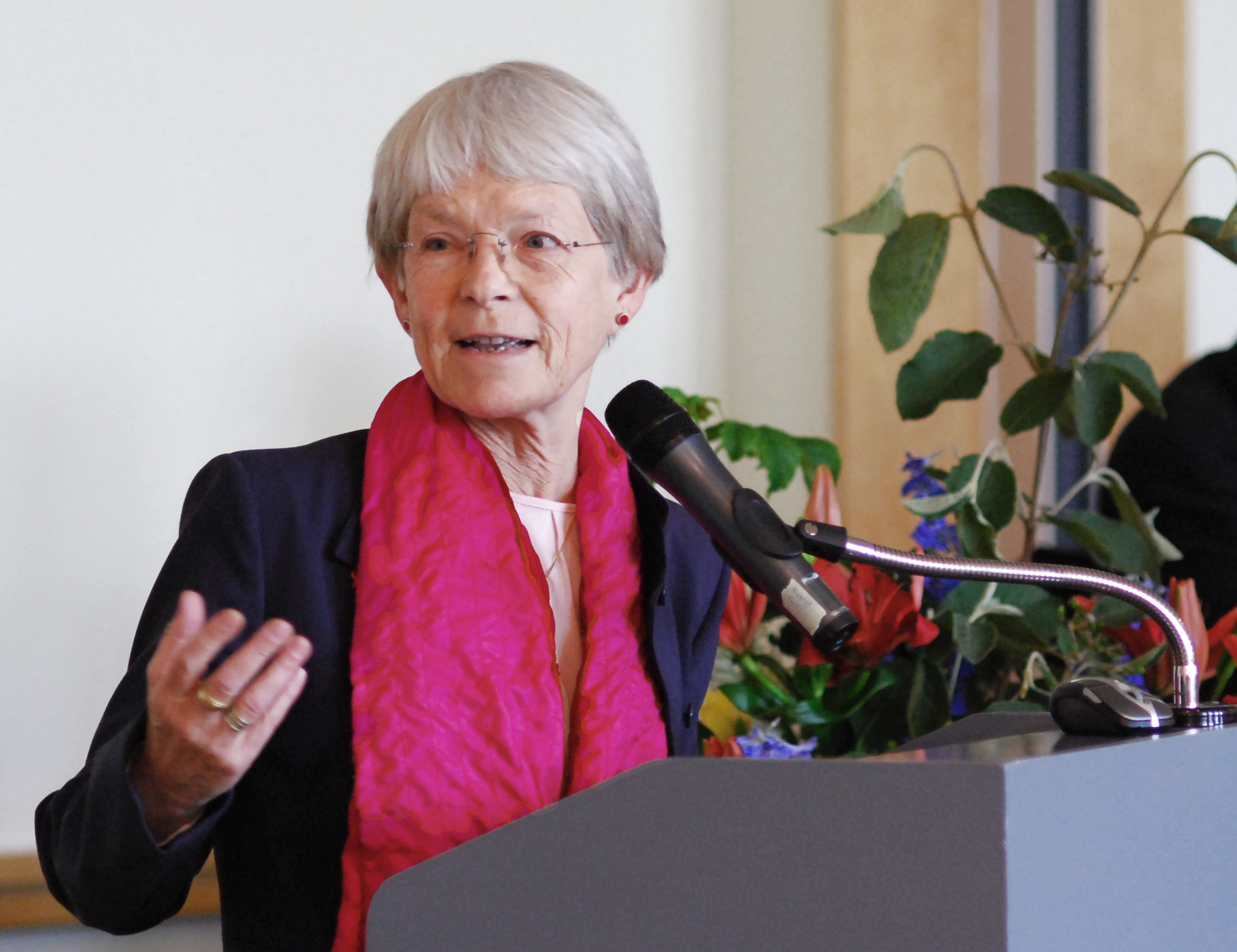
Maria Jepsen (2009)

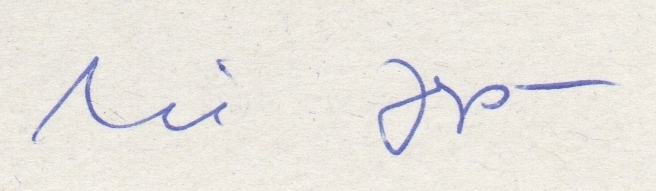
Signatur Maria Jepsen (2001)

Maria Jepsen (geborene Bregas; * 19. Januar 1945 in Bad Segeberg) ist eine deutsche evangelisch-lutherische Theologin. Sie war ab 1992 die Bischöfin des Sprengels Hamburg und ab 2008 des Sprengels Hamburg-Lübeck der Nordelbischen Kirche. Am 16. Juli 2010 trat sie von ihrem Amt als Bischöfin zurück, nachdem Der Spiegel sechs Tage zuvor berichtet hatte, dass sie bereits 1999 über sexuelle Übergriffe eines Pastors aus Ahrensburg an Minderjährigen in ihrer Kirche informiert worden sei und nichts dagegen unternommen habe.

## Werdegang
Nach ihrem Abitur 1964 in Bad Segeberg studierte Jepsen Altphilologie und Evangelische Theologie in Tübingen, Kiel und Marburg. Sie machte ihr Erstes Theologisches Examen in Kiel 1970 und kam als Vikarin nach Lemsahl-Mellingstedt. 1972 machte sie ihr Zweites Theologisches Examen und kam danach als Gemeindepastorin nach Meldorf. 1977 wechselte sie auf die Pastorenstelle in Leck, wo sie bis 1990 blieb. 1991 wurde sie Pröpstin in Hamburg-Harburg. Am 4. April 1992 dann setzte sich Jepsen in der Bischofswahl zur Nachfolge Peter Krusches gegen Helge Adolphsen durch und wurde die weltweit erste lutherische Bischöfin. Am 30. August desselben Jahres wurde sie in ihr Amt eingeführt. 2002 wurde sie von der Synode für weitere zehn Jahre im Amt wiedergewählt. Durch die Strukturveränderungen der Nordelbischen Kirche erweiterte sich ihr Sprengel ab 1. Oktober 2008 zum Sprengel Hamburg-Lübeck erheblich. Am 16. Juli 2010 trat sie von ihrem Amt als Bischöfin mit Wirkung zum 1. September 2010 zurück.

## Mitgliedschaften in Ausschüssen und Gremien
Von 1991 bis 2010 war Maria Jepsen Mitglied der Synode der Evangelischen Kirche Deutschland und des Ausschusses Diakonie, Mission, Ökumene. Sie war von 1992 bis 2010 Vorsitzende des Evangelischen Missionswerkes in Deutschland und Vertreterin in der Arbeitsgemeinschaft Christlicher Kirchen in Deutschland (seit 2001 deren stellvertretende Vorsitzende) und von 1998 bis 2010 Vorsitzende des Kuratoriums der Missionsakademie Hamburg. Von Juli 2003 bis 2010 war Jepsen auch Mitglied im Rat des Lutherischen Weltbundes.

## Theologische Positionen
Maria Jepsen sieht sich als feministische Theologin. Sie gilt als ausgesprochen liberale Bischöfin, die sich während ihrer Amtszeit insbesondere dem Einsatz für die Gleichberechtigung Homosexueller, dem interreligiösen Dialog, der christlichen Ökumene, den Rechten von Migranten, Obdachlosen, Drogenabhängigen, Prostituierten und Menschen mit HIV/AIDS verpflichtet fühlte.

## Privatleben
Während der Vikariatszeit heiratete sie 1972 Peter Jepsen, der damals ebenfalls Vikar war. Mit ihm ging sie 1972 als Gemeindepastorin nach Meldorf.
Seit September 2010 lebt sie mit ihrem Mann am Stadtrand von Husum, wo sie sich für die KZ-Gedenkstätte Husum-Schwesing engagiert.

## Nachfolge im Amt als Bischöfin
Jepsens Position als Bischöfin wurde bei einer Synode der nordelbischen Kirche im Juni 2011 neu besetzt. Ihre Nachfolgerin ist Kirsten Fehrs.